# Kitewing
Ein Kitewing ist ein verkleinerter Hängegleiter, der als Segel für Dirtsurfer, Allterrainboard, Inline-Skate-, Ski- und Skatefahren genutzt werden kann. Die Kitewings sind derzeit (August 2006) zwischen 3,8 m² und 5,5 m² groß.
Für das Fahren in der Ebene mit einem Kitewing sind Windgeschwindigkeit von 3 m/s auf dem Eis und 5 m/s auf Schnee erforderlich. Es können Geschwindigkeiten von 70 bis 100 km/h erreicht werden. Wird der Kitewing in Verbindung mit Alpinski eingesetzt, können kleinere Flüge bis zu 290 m Weite realisiert werden. Auf dem flachen Land können Sprünge von 5 m Höhe und bis zu 40 m Weite gesprungen werden.